# Angeli Sjöström Hederberg

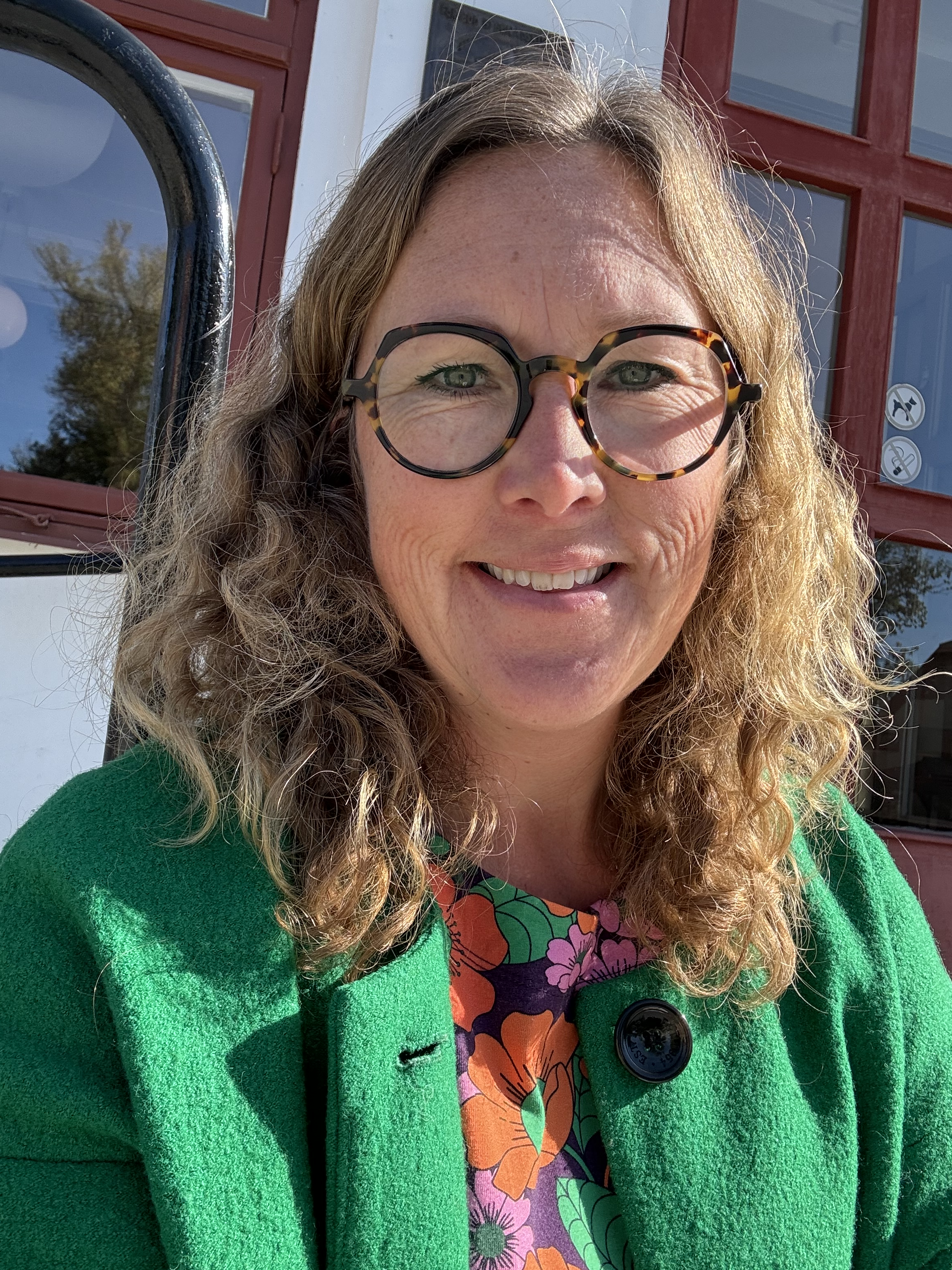
Angeli Sjöström Hederberg

Angeli Sjöström Hederberg, född 1981 i Åkersberga, är en svensk författare, sociolog och samhällsentreprenör.
Sjöström Hederberg har en kandidatexamen i personalvetenskap med inriktning organisationssociologi från Stockholms universitet. Hon driver företag där hon utbildar ledare i föreningslivet och sociala företag. Hon är även anlitad som föreläsare, moderator och processledare och var den första kvinnan som var ordförande i Talarföreningen Sverige.
Sjöström Hederberg fackboksdebuterade 2011 med Medlemsmodellen : rekrytera, aktivera och behålla medlemmar, skriven tillsammans med Niklas Hill.
Barnboksdebuten kom 2017 med Annalisa och födelsedagspresenten, illustrerad av Caroline Sellstone och med förord av Alexandra Pascalidou. Boken ingår i serien med den övergripande titeln "Stora frågor för små medborgare".

### Barnböcker
- Annalisa och födelsedagspresenten, Idus förlag, 2017[5] – illustratör Caroline Sellstone, förord av Alexandra Pascalidou
- Annalisa och skräpmonstret, Idus förlag, 2018[7] – illustratör Caroline Sellstone, förord av Maria Wetterstrand
- Annalisa och trollkarlsryktet, Idus förlag, 2018[8] – illustratör Caroline Sellstone, förord av Emma Frans
- Barfota forever, Rabén & Sjögren, 2025[9]

### Fackböcker
- Medlemsmodellen : rekrytera, aktivera och behålla medlemmar, Trinambai förlag, 2011[4]
- Företagare & Förälder, visioner, vinst och vardagsliv, Processrum förlag, 2016[10]
- Medlemsfokus i en hybrid tid, Medlemsutveckling förlag, 2021[11]

### Antologier
- Att leda, Från insikt till handling : 25 experter delar sina framgångsrecept, 2024, Mindboozt förlag[12]
- 12 talares tankar om möten, Blue publishing, 2019[13]